# Fernando Aguiar
Fernando Aguiar (Chaves, 18 marzo 1972) è un ex calciatore portoghese naturalizzato canadese, di ruolo centrocampista.

## Carriera

### Club
Ha giocato nella massima serie dei campionati canadese, portoghese e svedese.

### Nazionale
Ha giocato nella nazionale canadese Under-23.
Conta 13 presenze con la nazionale maggiore canadese.